# Pensionat Paradiset
Pensionat Paradiset är en svensk komedifilm från 1937 i regi av Weyler Hildebrand. Manuset skrevs av signaturerna Bob och Mac (Robert Wahlberg respektive Artur Enell), stiftare och ägare av Stockholmfilm som också producerade filmen. I huvudrollerna ses Thor Modéen, Carl Hagman, Nils Ericson, Maritta Marke, Lili Ziedner, Julia Cæsar, Greta Ericson och Folke Helleberg.

## Handling
Hyresgästerna på ett pensionat väntar besök av operasångaren Don Carlos. När skräddaren Julius plötsligt dyker upp blir han förväxlad med Don Carlos, som han sedan blir tvungen att låtsas vara.

## Om filmen
Filmen hade premiär den 8 februari 1937 på biograf Skandia vid Drottninggatan i Stockholm. Den distribuerades av AB Wive film. I Gunnar Tannefors artikel om direktören i Wive film  S.A.G. Swenson ", antyds att bolaget också stått bakom själva produktionen.
Filmen har bland annat blivit ryktbar genom den nedgörande recension den bestods i Dagens Nyheter där Carl Björkman utgöt sig över hela två spalter. Han inledde med att den var "nättopp det allra simplaste jag hittills sett av svensk film, den hopar smaklösheter på smaklösheter, och även den som förut upplevt åtskilligt i svensk film tar sig inför denna underliga skapelse om huvudet och frågar: är det verkligen möjligt att svensk film kan vara så djupt sjunken". Filmen kom att bli den utlösande faktorn till den senare Konserthusdebatten om svensk film 25 februari 1937 anordnad av Sveriges författareförening där Björkman höll inledningsanförandet. Till det som verkligen förargade Björkman var inslaget med "Crossdressing", det vill säga Nils Ericson i peruk och kvinnokläder.
Filmen har kallats den mest utskällda filmen i svensk filmhistoria vilket är en sanning med modifikation. Många kritiker såg filmen som en bagatell det inte var värt mödan att spilla krut på. Det är särskilt tydligt i de landsortsrecensioner som kom i kölvattnet av den värsta uppståndelsen (till exempel Göteborgs Handels- och Sjöfartstidning av sign x, som menade att utländska lyxfilmer var en större kulturfara, Upsala Nya Tidning av Pir Ramek Thorsten Eklann, som tyckte sig sett värre saker och Göteborgs Posten av Grip (Sten Björild). Ett par av Björkmans Stockholmskolleger anade det parodiska i filmen. Eveo Erik Wilhelm Olson i Svenska Dagbladet  menade att man då och då "måste nypa sig i armen för att övertyga sig om att man var vaken och inte försänkt i en mardröm, där man måste sitta och se om alla dumma svenska filmer man sett de senaste sju, åtta åren." Ive Ivar Löwenthal i Nya Dagligt Allehanda såg den "inte bara som en parodi på svensk film när denna kan vara som värst". Även signaturen Ekå i Tidningen Upsala skrev "I den mån man inte fattat pensionatsscenerna som rena parodin, äro effekterna utslag av en skäligen enkel bondkomik från anno dazumal." Till Malmö kom den först i augusti och signaturen La rogue Sonja Thulin i Sydsvenska Dagbladet var märkbart kluven. Hon betecknade handlingen som olovligt vansinnig men att det var ynkligt att man var tvungen att ta till de billigaste skämt som det om Lili Ziedners vilstol och Nils Ericsons utklädande. Det har sagts att filmen skulle vara en kulturfara vilket är överdrivet uttryckt i synnerhet som de tillämnade kvickheterna äro så hejdlöst dumma att de fullständigt förlora sin egentliga mening. Recensenten ansåg dock att en del scener som rusningen till middagsbordet och striden om smörgåsbordets läckerheter var lustiga och en lyckad satir över modernt svenskt pensionatsliv.
Det samtida mottagandet visar ganska tydligt att den svenska publiken var ganska oförberedd för denna typ av film som blandade parodi och slapstick. Ordet slapstick nämns i de flesta Stockholmsrecensionerna (Aftonbladet av sign Filmson [Sven Jan Hanson]), Nya Dagligt Allehanda, Social-Demokraten sign Edgren Nils Edgren och Stockholm-Tidningen sign R H-d Bengt Idestam-Almquist. Björkman skrev i sin recension även "Filmen annonserar sig visst själv som en slapstick och anser sig väl därmed befriad från alla sannolikhetskrav i fråga om handlingen." Beteckningen crazyfars kan vara en term som är tillämpbar i detta fall, där det vid denna tid fanns en del motsvarigheter västerut. Den ene manusförfattaren Robert Wahlberg hade vistats i Hollywood i 10 år och det är tänkbart att han fått inspiration därifrån. Det parodiska i filmen visas inte minst i den avslutande motorbåtstävlingen som skojar friskt med filmen Smålänningar som hade haft stor framgång på svenska biografer ett par år tidigare. Efter TV-visningen 1971 uttryckte Eva von Zweigbergk sin stora uppskattning och betecknade det helt enkelt som gammal crazy och tänkte på Monty Python.
Benämningen "pilsnerfilm" blir därför en aning missvisande genom filmens burleskt parodiska inslag som helt bryter mot den genrens konventioner. Det är en etikett som klistrats på efteråt där även en seriös skribent som Leif Furhammar kallat den "pilsnerfilmernas pilsnerfilm". Samtiden använde aldrig denna term annat än i undantagsfall om denna och andra filmer som kom i skottgluggen i filmdebatten 1937.
En annan myt vidlåter också filmen. Den har utmålats av bland annat Jurgen Schildt (Det pensionerade paradiset) och även i Leif Furhammars essä i filmen i Svensk filmografi del 3 som en stor publikframgång. Senare gjorde Furhammar en hittills opublicerad undersökning av Stockholmspublikens biopreferenser (Filmvetenskapliga institutionen 1990), där han på basis av premiärveckor och biografstorlek gjorde en inbördes skattning av de svenska filmernas publikframgång för respektive år och där framgår att Pensionat Paradiset låg i botten av publikligan 1937. Filmens ekonomiska resultat finns också intagen i distributören Wive Films handlingar som finns bevarade i Svenska Filminstitutets arkiv och där framgår att filmen gick med ekonomisk förlust. och att filmen ännu 1939 inte spelat in sina produktionskostnader.
Efter turbulensen kring filmen 1937 kom den att mer eller mindre falla i glömska. Drygt ett år efter premiären omcensurerades filmen, som vid premiären varit barnförbjuden, och klipptes ner 1938 med cirka 14 minuter till en barntillåten version med den nya titeln Skärgårdskavaljerer. Hösten 1965 visades den av Uppsala Studenters Filmstudio i en serie "Films maudits". Ove Säverman har senare beskrivit stämningen vid visningen. Av allt att döma var studentpubliken helt oförberedd på detta. Allt under filmens gång steg stämningen hejdlöst och vid slutet fann sig hela salongen jubla åt en film som av hela kulturetablissemanget stämplats som en kulturarv. Och så småningom kom ryktet om filmen att växa och den har med tiden blivit en kultklassiker. 19 oktober 1971 visades den i TV2 och kom att diskuteras i programmet Kvällsöppet. Vilhelm Moberg som varit en av kritikerna av svensk film vid Konserthusmötet ansåg då att den var ganska ofarlig. "Det är klart att man kan visa filmen som ett avskräckande exempel. Men jag tycker nog att den var bättre nu än 1937. Kanske beror det på att jag sett så mycket ännu sämre film senare. Inte minst i TV." I samma program medverkade filmchefen för TV2 Nils Petter Sundgren som sade sig tycka om filmen och Harry Schein som tvärtom ansåg att den stred mot radiolagen som säger att Sveriges Radio skall bjuda på god underhållning. Aftonbladet kunde senare meddela att visningen av filmen setts av drygt 3 miljoner tittare och hade haft ett högt uppskattningsindex.
Man kan notera att i de utgåvor som givits ut på DVD och Blu-ray har man behållit den kontroversiella repliken där Thor Modéen nattetid håller på att avslöjas av en papegoja när han letar igenom pensionatet och då hotar att skicka tillbaka papegojan till Tyskland. När filmen visades i TV 1971 hade denna replik delvis klippts bort.
Filmen spelades in i SF:s ateljéer samt på Dalarö, Lidingö och i Bromma.
Pensionat Paradiset har visats i SVT, bland annat 1981, 1986, 1993, 1995, i april 2020, i januari 2022 och i februari 2024.

## Rollista (i urval)

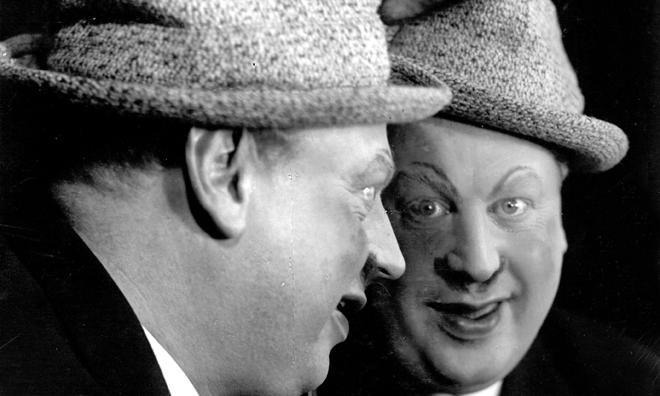
Thor Modéen, som i filmen spelar skräddaren "Julle".

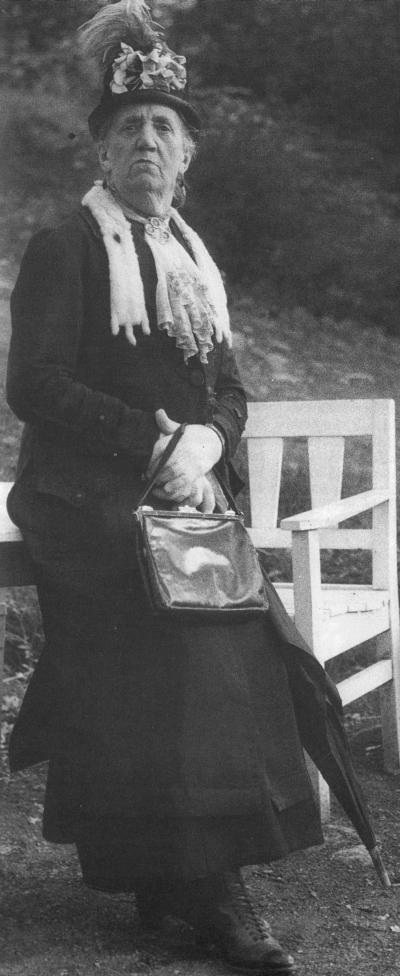
Julia Cæsar, som i filmen spelar pensionatsföreståndare.

- Thor Modéen – Julius "Julle" Bergström, skräddare
- Maritta Marke – Lotta Bergström, Julles syster, husa på pensionat Paradiset
- Nils Ericson – Nisse, Julles medhjälpare i skrädderiet / "fröken Kajsa Lovander"
- Julia Cæsar – Elvira Pettersson, föreståndare för pensionatet
- Greta Ericson – Margit, Elviras dotter
- Carl Hagman – Don Carlos från Argentina, operasångare och Elviras svåger
- Lili Ziedner – fröken Cronblom, gäst
- Arthur Fischer – Kihlman, alias baron de Planche, tjuv och solochvårare
- Hugo Jacobson – Svärd, portier och vaktmästare på pensionatet
- Folke Helleberg – Eric Karlsson, ingenjör, racerbåtförare och Margits fästman
- Linnéa Hillberg – grevinnan Klingenhjelm, gäst
- Carl-Gunnar Wingård – fabrikör Agaton Pålsson, gäst
- Bullan Weijden – Hulda Pålsson, Agatons fru
- Sven-Eric Carlsson – Pelle Pålsson, Agatons och Huldas son
- John Botvid – Fernlund, gäst
- Hjördis Gille – fröken Ström (lomhörd)
- Hugo Bolander – gäst på pensionatet
- Helga Brofeldt – gäst på pensionatet
- Arne Lindblad – gäst
- Richard Lund – direktör Johnson, motorfabrikant
- Sigge Fürst – sjungande passagerare på ångbåten Östanå I
- Carl Reinholdz – man på bryggan vid båttävlingen [21]

## Musik i filmen
- "Välkommen i det gröna", kompositör Jules Sylvain, text Sven Paddock, sång Sigge Fürst och Folke Helleberg
- "Scène humour", kompositör Michel Brusselmans, instrumental
- "I rosens doft (Fröken Kronbloms visa)", kompositör och text Edvin Ziedner, sång Lili Ziedner
- "Calle Schewens vals (I Roslagens famn på den blommande ö)", kompositör och text Evert Taube, instrumental, dragspel
- "En äkta mexikanare", kompositör Jules Sylvain, text Sven Paddock, framförs på piano av Lili Ziedner med sång av Thor Modéen
- "Svarta Rudolf", kompositör Robert Norrby, text Erik Axel Karlfeldt, instrumental
- "Nu ska' vi vara snälla", kompositör Jules Sylvain, text Karl Gerhard, sång Maritta Marke
- "Fjorton år tror jag visst att jag var", text Henrik Lilljebjörn, sång Lili Ziedner
- "Déshabillez-vous", kompositör René Mercier, instrumental
- "Roue libre", kompositör Stéphane Chapelier, instrumental [22]

## DVD
Filmen gavs ut på DVD 2013  och på Blu-ray 2014.